# Ksenija Stankevič
Ksenija Sjargeeŭna Stankevič (in bielorusso Ксенія Сяргееўна Станкевіч?; 28 gennaio 1996) è una lottatrice bielorussa, specializzata nella lotta libera.

## Palmarès
- Europei

Bucarest 2019: bronzo nei 50 kg.
Roma 2020: bronzo nei 50 kg.